# Pataria

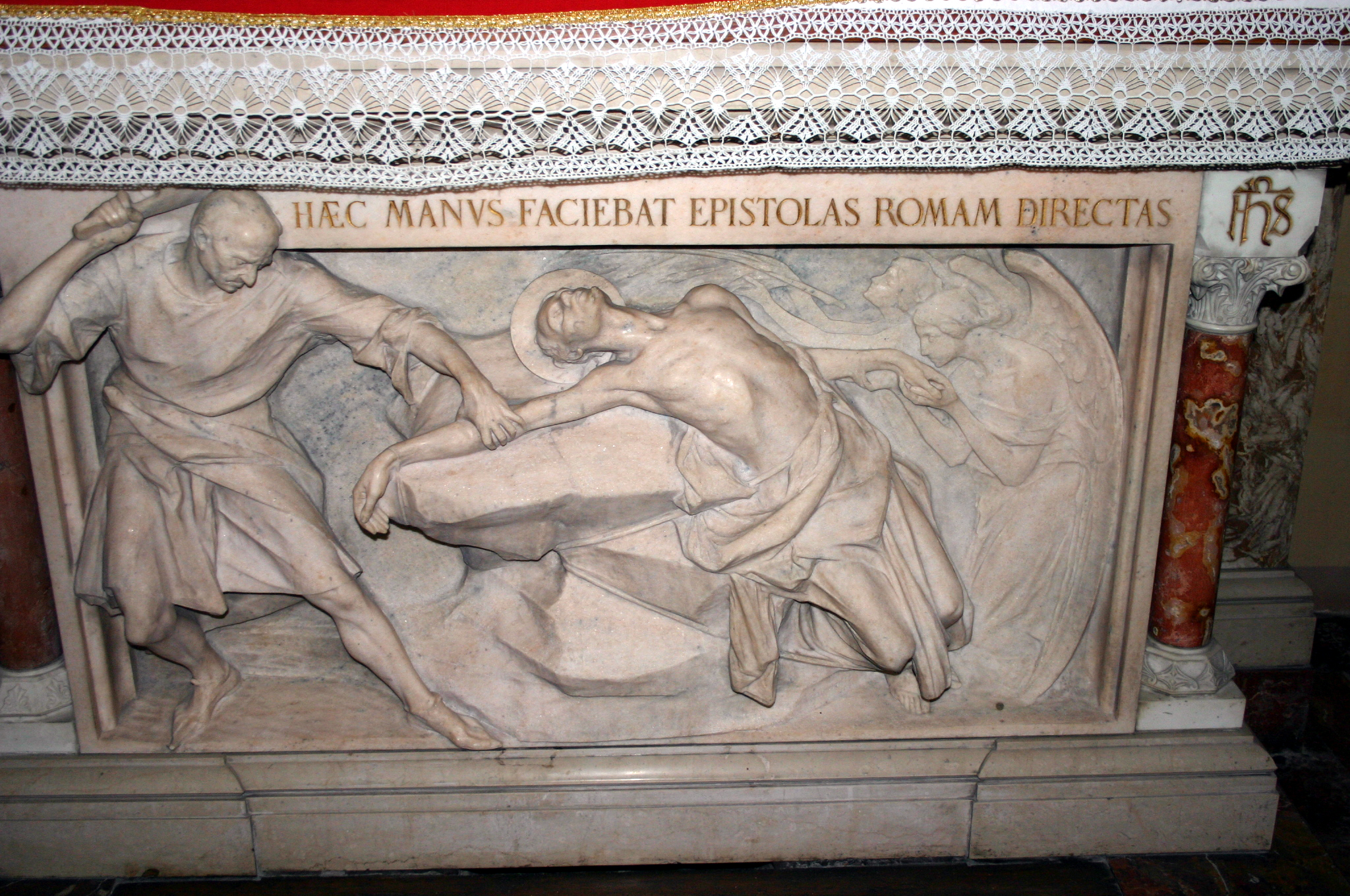
El asesinato del diácono Arialdo, líder de la pataria.

La pataria o movimiento patarino fue un movimiento popular urbano centrado en la ciudad de Milán cuyo objetivo era reformar el clero y el gobierno eclesiástico dentro de la ciudad y su provincia eclesiástica, en apoyo de las sanciones papales contra la simonía y el matrimonio clerical. 
Los involucrados en el movimiento fueron llamados patarini (singular patarino), patarinos, patarines o patarenes, palabra elegida por sus opositores, cuya etimología no está clara. Generalmente se considera que el movimiento, asociado con los disturbios urbanos en la ciudad de Milán, comenzó entre 1056 - 1057 y terminó en 1075.
La pataria también vino a oponerse al poder del papado y sus corrupciones morales. Los patarinos fueron declarados secta herética. Algunos eruditos los consideran precursores de la reforma protestante.

## Historia
Comenzó cuando una congregación popular de Milán cuestionó el nombramiento como arzobispo de aquella ciudad de Guido da Velate (1045), noble milanés fiel al emperador alemán Enrique III. Guido era opuesto a los principios que luego se concretarían en la reforma gregoriana. Es decir, era partidario de la supremacía del poder imperial sobre el espiritual del papa, así como del reparto que se hacía de los beneficios y rentas eclesiásticos como si fueran un feudo más. Esto hizo que el descontento social y espiritual de gran parte del laicado milanés se materializara en una rebelión contra su arzobispo, al que acusaban de simonía.
Entre 1056 y 1057, inflamados por la predicación del diácono Arialdo y de otros canónigos de la catedral, los sectores más puritanos del pueblo milanés, pertenecientes a todos los estamentos sociales, comenzaron a boicotear los actos religiosos celebrados por curas casados o que vivían con concubinas, al tiempo que denunciaban las prácticas simoníacas. Tras apelar ambas partes al juicio del papa Esteban IX, se decidió la celebración de un sínodo en Novara, donde fueron excomulgados los dirigentes patarinos por no acudir (1057).
La situación degeneró en una auténtica guerra civil entre antipatarinos y patarinos, ayudados por los reformadores que dominaban entonces el papado y que acudieron como legados pontificios a Milán: Anselmo di Baggio (futuro papa Alejandro II), Pedro Damián (cardenal obispo de Ostia) e Hildebrando de Toscana (futuro Gregorio VII). El líder patarino, Arialdo, sería asesinado en 1066 y beatificado en 1068.
A principios de la década de 1070 continuó el enfrentamiento, que se complicó por las intervenciones del emperador Enrique IV y del papa Alejandro II, que nombraron sendos arzobispos de Milán. El papa reformador por excelencia, Gregorio VII, no pudo evitar que el arzobispo nombrado por el emperador, Tedaldo, dominara Milán y acabara con la pataria, aunque lo excomulgó varias veces.

## Denominación
El significado y la etimología de la pataria no está claro. La etimología propuesta por Ludovico Antonio Muratori,  es que proviene del dialecto milanés, patée, en el sentido de 'vagabundos'. Otros, siguiendo la hipótesis de Pietro di Vaucernay, han propuesto su origen en el Pater Noster porque los miembros del movimiento se caracterizaban por una repetición casi obsesiva de esta oración. Otras hipótesis llegan a que proviene de los miembros del movimiento que se reunían en Pattari o barrio de los traperos de la ciudad (pates es una palabra dialectal para 'trapo'). Sin embargo, en el siglo XIII el nombre pataria fue apropiado por los cátaros, que decían que provenía de pati (“sufrir”), porque soportaron penalidades por su fe.